# Dichagyris intermedia
Dichagyris intermedia är en fjärilsart som beskrevs av Otto Staudinger 1891. Dichagyris intermedia ingår i släktet Dichagyris och familjen nattflyn. Inga underarter finns listade i Catalogue of Life.